# Metafísica (Aristóteles)
Metafísica (en latín: Metaphysica, y este del griego: Tὰ μετὰ τὰ φυσικά [tà metà tà physiká]) es una de las obras más estudiadas de Aristóteles dedicado a lo que él mismo clasificó como «primera filosofía», la ciencia sobre los primeros principios. El nombre es post-aristotélico, generado por Andrónico de Rodas para denominar un conjunto de tratados dispersos y en cierta manera también disímiles que van después de los de física. La Metafísica de Aristóteles está vinculada con su Órganon, en el que expone su lógica.
Los objetivos principales de la metafísica abarcan tanto un aspecto ontológico como teológico que generarán diversas interpretaciones acerca de la predominancia e importancia de uno u otro aspecto. En parte, examina lo que puede ser afirmado sobre cualquier cosa que exista solo debido a su existencia y no debido a las cualidades especiales que tiene (interpretación de Gómez Lobo). [cita requerida] También analiza los distintos tipos de causa, forma y materia, la existencia de objetos matemáticos, cuestiones tratadas en otras obras. Finalmente, incluye la temática de Dios como principio y causa. Los libros donde se hacen patentes las dificultades de esta nueva ciencia, son los III, IV y VI, donde aparecen algunas contradicciones no resueltas tampoco a lo largo del resto de la obra. 
La Metafísica sorprende por la asistematicidad, de manera que algunos investigadores como Pierre Aubenque (El problema del ser en Aristóteles) sostiene que se trata de una investigación no concluida por el mismo Aristóteles al vislumbrar las dificultades, que solo posteriormente a partir de su recepción, varios siglos después, se vuelve un «programa de investigación» de carácter metafísico y se busca darle inteligibilidad a un corpus heterogéneo y múltiple.

## Contenido

### Libro I (Α)
Todos los hombres por naturaleza desean a conocer. Una indicación de esto es el deleite que sentimos en nuestros sentidos; porque incluso aparte de su utilidad, son amados por sí mismos; y sobre todo el sentido de la vista. Porque no solo con miras a la acción, sino incluso cuando no vamos a hacer nada, preferimos la vista a casi todo lo demás. La razón es que esto, sobre todo los sentidos, nos hace conocer y saca a la luz muchas diferencias entre las cosas.
Metafísica. Libro I, 980a. 21

Describe la «primera filosofía», que es un conocimiento de los primeros principios o causas de las cosas. Los sabios son capaces de enseñar porque saben el porqué de las cosas, a diferencia de aquellos que solo saben que las cosas son de cierta manera basadas en su memoria y sensaciones. Debido a su conocimiento de las primeras causas y principios, están mejor preparados para mandar, en lugar de obedecer (981b 27-28). Antes de abordar el tema del ser, Aristóteles comenzó en el libro Alpha argumentando que la primera filosofía debe abordar los axiomas del razonamiento, siendo el primer principio el principio de no contradicción, el más seguro de todos los principios. En el capítulo tercero, Aristóteles expone su teoría de las cuatro causas:

«Y puesto que, evidentemente, es preciso adquirir la Ciencia de las primeras causas (decimos, en efecto, que sabemos una cosa cuando creemos conocer su causa primera), y las causas se dividen en cuatro, una de las cuales decimos que es la substancia y la esencia (pues el porqué se reduce al concepto último, y el porqué primero es causa y principio); otra es la materia o el sujeto; la tercera, aquella de donde procede el principio del movimiento, y la cuarta, la que se opone a ésta, es decir, la causa final o el bien (pues éste es el fin de cualquier generación y movimiento). Aunque hemos tratado suficientemente de las causas en la Física (194b 17–20) [...]»
Metafísica  (983a 25–983b)

El libro Alpha también escribe una pequeña historia de la filosofía analizando el pensamiento filosófico anterior de la época, desde Tales a Platón, especialmente sus tratamientos de las causas.

### Libro II (α)
El propósito de este es abordar una posible objeción al relato de Aristóteles de cómo entendemos los primeros principios y, por lo tanto, adquirimos sabiduría. Aristóteles responde que la idea de una serie causal infinita es absurda y, por lo tanto, debe haber una primera causa que no sea causada por sí misma. Esta idea se desarrolla más adelante en el libro XII, donde desarrolla un argumento a favor de la existencia de «Dios».

### Libro III (Β)
Aquí se enumeran los principales problemas o aporías (ἀπορία, aporía) de la «filosofía buscada», es decir, de la llamada metafísica.

### Libro IV (Γ)
En los capítulos 1 y 2 habla de esta ciencia dejando de lado los accidentes (que no existen en sí). Además, introduce la noción de analogía (predicarse una cosa de diversas maneras).  
Comienza con la conocida declaración enfática según la cual «hay una ciencia que estudia lo que es, en tanto que algo que es y los atributos que, por sí mismo, le pertenecen» (IV, 1003a21-22). Inmediatamente añade Aristóteles que tal ciencia «no se identifica con ninguna de las ciencias particulares, sino que posee el objeto de estudio más extenso y menos comprensible que pueda existir: el ser». En efecto, ninguna de las ciencias particulares se ocupa «universalmente de lo que es», sino que cada una de ellas secciona o acota una parcela de la realidad ocupándose de estudiar las propiedades pertenecientes a esa parcela previamente acotada (1003a23-26). Aristóteles propone, pues, la ontología como un proyecto de ciencia con pretensión de universalidad, aquella universalidad que parece corresponder al estudio de lo que es, en tanto que algo que es, sin más, y no en tanto que es, por ejemplo, fuego, número o línea (IV 2, 1004b6), en cuyo caso nos habríamos situado ya en la perspectiva de una ciencia particular (la física, la aritmética y la geometría, respectivamente). 
La constitución de semejante ciencia tropieza inmediatamente, sin embargo, con una dificultad sustantiva y radical. Y es que la omnímoda presencia, explícita o virtual, del verbo ser (eînai) y de su participio ente (òn) en nuestro discurso acerca de la realidad no garantiza la unidad de una noción que responda, a su vez, a la unidad de un objeto susceptible de tratamiento unitario y coherente. Sin unidad de objeto no hay unidad de ciencia y sin unidad de noción no hay unidad de objeto. 
Aristóteles es plenamente consciente de esta dificultad. Frente a Parménides y frente a Platón, Aristóteles reconoce la polisemia del verbo ser en sus distintos usos y aplicaciones. Así, el capítulo siguiente (IV 2) comienza estableciendo la tesis de que «la expresión 'algo que es'  se dice en muchos sentidos»: tò dé ón légetai pollachôs (1003a33), tesis a la cual nunca renuncia Aristóteles. Más bien, a su juicio toda reflexión acerca del lenguaje y acerca de la realidad ha de partir necesariamente de la constatación y del reconocimiento de este hecho incuestionable.
La aporía a la que se enfrenta Aristóteles, como ha señalado acertadamente Pierre Aubenque, proviene, en definitiva, del mantenimiento simultáneo de tres tesis cuya conjunción resulta abiertamente inconsistente:
- «Hay una ciencia» de lo que es, en tanto que algo que es
- Solamente puede haber unidad de ciencia si hay univocidad, «si hay unidad de género»
- La expresión «lo que es» carece de univocidad, «'lo que es' no constituye un género»

Es obvio que la conjunción de estas tesis, vistas como un conjunto, es lógicamente inviable. Aristóteles trató de encontrar una salida que, en realidad, pasa por la matización de las dos primeras de las tesis enunciadas. La matización de la segunda tesis es de capital importancia: Ser no comporta, desde luego, una noción unívoca, sino multívoca. No obstante puntualizará Aristóteles, su multivocidad no es tampoco la de la pura equivocidad u homonimia; entre ambos extremos está la analogía.
Entre los distintos sentidos de 'ser' y 'lo que es' existe una cierta conexión que Aristóteles compara con la conexión existente entre las distintas aplicaciones del término sano. Algo «sano» se dice, al menos, del organismo, del color, de la alimentación y del clima, y en cada caso se dice de un modo distinto:
- del organismo porque se da la salud
- del color porque es síntoma de salud
- de la alimentación y del clima porque, cada cual a su modo, son favorables a la salud

Pero en todos estos casos hay una cierta conexión: la referencia, en todos y cada uno de ellos, a lo mismo, a la salud. Así ocurre, a juicio de Aristóteles, con el verbo ser y con su participio, 'lo que es', como se explica en el siguiente texto:

«de unas cosas se dice que son por ser entidades (ousíai), de otras por ser afecciones de la entidad, de otras por ser un proceso hacia la entidad, o bien corrupciones o privaciones o cualidades o agentes productivos o agentes generadores ya la entidad ya de aquellas cosas que se dicen en relación con la entidad, o bien por ser negaciones ya de alguna de estas cosas ya de la entidad»
Metafísica. Libro IV. 2, 1003b 6-10

Las diversas significaciones de 'lo que es' poseen, por tanto, la unidad peculiar que adquiere una multiplicidad en virtud de su referencia común a algo uno (pròs hén), la referencia a una misma cosa (en el ámbito de lo real) y a una misma noción o significado (en el ámbito del lenguaje): referencia a la salud en el ejemplo utilizado y referencia a la entidad (ousía) en el caso de la indagación ontológica.
Semejante forma de unidad comporta, pues, un término (y una noción) fundamental que es primero y que es universal en la medida en que siempre se halla referido o supuesto en cualquier uso del verbo ser:
- «una única naturaleza» (mían tinà phýsin: 1003a34)
- un único principio (arché)

«así también 'algo que es' se dice en muchos sentidos, pero en todos los casos en relación con un único principio»
Metafísica. Libro IV. 2, 1003b 5-6

En consonancia con esta interpretación matizada de la polisemia de ser y 'lo que es', Aristóteles matiza también la segunda tesis a que más arriba nos referíamos, es decir, la tesis que solamente puede haber ciencia, unidad de ciencia, si hay univocidad, si hay unidad de género. Aun cuando no sea genérica en sentido estricto, la unidad de referencia posibilita también la unidad de una ciencia:

«corresponde, en efecto, a una única ciencia estudiar, no solamente aquellas cosas que se denominan según un solo significado, sino también las que se denominan en relación con una sola naturaleza, pues éstas se denominan también en cierto modo, según un solo significado. Es, pues, evidente que el estudio de las cosas que son, en tanto que cosas que son, corresponde también a una sola ciencia»
Metafísica. Libro IV. 2, 1003b 12-16

Por lo demás, y puesto que en tales casos hay siempre algo que es primero (el término común de la referencia, la entidad o ousía en nuestro caso), es lógico que la ciencia así constituida se ocupe de manera prioritaria y fundamental de aquello que es primero:

«ahora bien, en todos los casos la ciencia se ocupa fundamentalmente de lo primero, es decir, de aquello de que las demás cosas dependen y en virtud de lo cual reciben la denominación correspondiente. Por tanto, si esto es la entidad, el filósofo debe hallarse en posesión de los principios y las causas de las entidades'»
Metafísica. Libro IV. 2, 1003b 16-19

La filosofía primera, luego llamada metafísica, es la ciencia más general, por ser la ciencia del ser en cuanto ser (ontología). Aristóteles la llama filosofía primera o la teología y es identificada por él con la sabiduría (sofía), de la que habla también en el libro quinto de la Ética nicomáquea.
A partir del capítulo 3 profundiza en el principio de contradicción, que no es posible que la misma proposición sea (el caso) y no sea (el caso) al mismo tiempo, y, relacionado con este, en el principio del tercero excluido (tertium non datur), no puede haber un intermediario entre afirmaciones contradictorias.

### Libro V (Δ)
El libro delta es el primer diccionario de «léxico filosófico», una lista de definiciones de aproximadamente treinta términos clave como causa, naturaleza, unidad, etc. Retoma el tema acerca de las cuatro causa (1013a 20–1013b). Aristóteles distingue entre episteme (ciencia, y específicamente la ciencia primera) y téchne (arte o técnica).  En él se inspiró Avicena para escribir su Libro de las definiciones (Kitāb al-Hudūd).

### Libro VI (Ε)
Inicialmente, Aristóteles ofrece una clasificación de los saberes, que pueden ser teóricos (física, matemática, filosofía primera), prácticos (relativos al actuar humano) y técnicos (poiéticos, sobre la producción de objetos o de obras). Luego ofrece diversas reflexiones sobre lo que es como accidente (κατὰ συμβεβηκὸς), que no puede ser estudiado como una ciencia. La filosofía primera es la ontología. Aristóteles dice que «la ciencia por excelencia debe tener por objeto el ser por excelencia» (1026 a 21), es decir, Dios, luego también es teología.

[...] si hay algo eterno e inmóvil y separado, es evidente que su conocimiento corresponde a una ciencia especulativa —theoría—, pero no a la Física [...] ni a la Matemática, sino a otra anterior a ambas [...] la Ciencia primera versa sobre entes separados e inmóviles... habrá tres filosofías especulativas: la Matemática, la Física y la Teología (pues a nadie se le oculta que, si en algún lugar se halla lo divino, se halla en tal naturaleza [la inmóvil y separada]), y es preciso que la más valiosa se ocupe del género más valioso. Así, pues, las especulativas son más nobles que las otras ciencias, y ésta (la teología), más que las especulativas.
Metafísica. Libro VI, 1026a.

### Libro VII (Ζ)

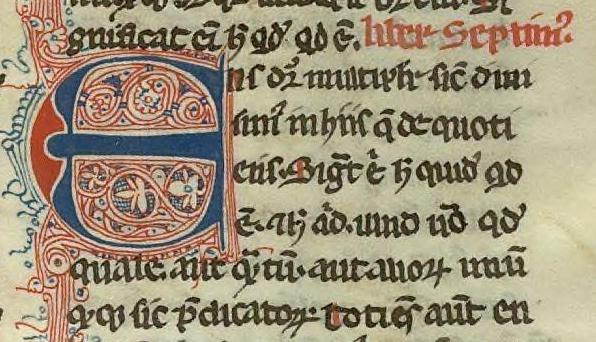
Comienzo del Libro Zeta de la Metafísica, traducido al latín por William of Moerbeke. Manuscrito del siglo XIV.

Las formas de Platón existen como universales, la forma ideal, como por ejemplo, de una manzana. Para Aristóteles, tanto la materia como la forma pertenecen a lo individual (hilomorfismo).

El libro Zeta comienza con la observación de que el «ser» tiene muchos sentidos. El propósito de la filosofía es entender el ser. El tipo primario de ser es lo que Aristóteles llama sustancia. «Para nosotros también el objeto fundamental, primero y, por así decir, único de nuestro estudio será el "ser" tomado en este sentido: la substancia» (Met., VII, 1, 1028 b 3). ¿Qué sustancias hay? ¿Hay otras sustancias además de las perceptibles? Aristóteles considera cuatro candidatos para la sustancia:
1. La «esencia» o «lo que hace ser una cosa»;
2. el universal platónico;
3. el género al que pertenece una sustancia;
4. y el sustrato o «materia» que subyace a todas las propiedades de una cosa.

Rechaza la idea de que la materia puede ser sustancia, ya que si eliminamos todo lo que es una propiedad de lo que puede tener la propiedad, nos quedamos con algo que no tiene ninguna propiedad. Tal «materia última» no puede ser sustancia. La separabilidad y el 'esto' son fundamentales para nuestro concepto de sustancia.
Los capítulos 4 a 12 están dedicados a la propia teoría de Aristóteles de que la esencia es el criterio de la sustancialidad. La esencia de algo es lo que se incluye en una cuenta secundum se ('según sí mismo') de una cosa, es decir, que dice qué es una cosa por su propia naturaleza. No eres musical por tu propia naturaleza, pero tú eres un humano por tu propia naturaleza. Tu esencia es lo que se menciona en la definición de ti.
Los capítulos 13 a 15 consideran y descartan la idea de que la sustancia sea lo universal o el género, y son principalmente un ataque a la teoría platónica de las ideas. El capítulo 17 toma una dirección completamente nueva, que enciende la idea de que la sustancia es realmente una causa. Las cualidades que definen un cuerpo, es la unión de materia y forma (hilemorfismo). Estas cualidades pueden cambiar si son accidentales pero solo alterando la sustancia cambia aquel cuerpo y deja de ser él mismo. Los nombres definen tanto los cuerpos como sus cualidades y permiten comunicar como son para adquirir conocimiento. Las cualidades equivalen a las enunciadas en una obra anterior, las Categorías. Los seres pueden ser generados por la naturaleza, por arte y por azar, pero no se puede afirmar que la materia y la forma que componen el ser surjan por separado. Una vez existe un ser con una sustancia, ésta puede ser causa de otros seres o cambios.

### Libro VIII (Η)
El libro consiste en un resumen de lo que se ha dicho hasta ahora (es decir, en el Libro Zeta) sobre la sustancia, y agrega algunos detalles adicionales sobre la diferencia y la unidad.

### Libro IX (Θ)
Se propone definir el concepto de acto y potencia. Los capítulos 1-5 discute la potencialidad. Este término indica el potencial (δύναμις, dunamis) de algo a cambiar: la potencialidad es «un principio de cambio en otra cosa o en la cosa en sí misma como otra» (1046a9). En el capítulo 6 Aristóteles pasa a la actualidad.

El ser no sólo se toma en el sentido de sustancia, de cualidad, de cuantidad, sino que hay también el ser en potencia y el ser en acto, el ser relativamente a la acción.
Metafísica. Libro IX, 1, 1045b 34-35

Aristóteles entiende el cambio y el movimiento como «el paso de lo que está en potencia a estar en acto», por la acción de las causas. El movimiento es el proceso de actualización de lo que está en potencia, siendo el acto es anterior con absoluta superioridad a la potencia. El movimiento en sí es una potencia eterna, ya que si se actualiza no hay movimiento. Solo podemos conocer la realidad a través de la observación o «analogía», así «como lo que construye es lo que es capaz de construir, así es lo que está despierto a lo que está dormido [...] o lo que está separado de la materia a la materia misma» (1048b1–4). La realidad es el estado completado de algo que tenía el potencial de ser completado. La relación entre la realidad y la potencialidad se puede considerar como la relación entre la materia y la forma, pero con el aspecto agregado del tiempo. La realidad y la potencialidad son distinciones diacrónicas (a lo largo del tiempo), mientras que la forma y la materia son distinciones sincrónicas (a la vez).

### Libro X (Ι)
Discusión sobre la unidad, uno y muchos, igualdad y diferencia.

### Libro XI (Κ)
Versiones más breves de otros capítulos y de partes de la Física. Aristóteles entiende el cambio y el movimiento como «la actualización (energeia) de lo que está en potencia».

### Libro XII (Λ)
Observaciones adicionales sobre los seres en general, los primeros principios y los dioses. Aristóteles distingue tres tipos de sustancias: la sensible y perecedera (cuatro elementos), la cual padece cuatro tipos de cambios: de esencia, de cualidad, de cantidad, de lugar;  la sensible y eterna (éter), que solo padece el cambio de lugar; y la inmóvil (dios).
Este libro incluye la famosa descripción de Aristóteles del primer motor inmóvil como una sustancia que es eterna e inerte y separada de las cosas sensibles que es indivisible e inalterable. Establece que el tiempo es eterno y por tanto ha de haber un movimiento eterno. La causa de tal movimiento ha de ser inmaterial, sustancia eterna, acto puro y pura forma. El Primer Motor mueve como «objeto de amor» o «deseable» (1072a 25, b 5) como causa final. La vida del motor inmóvil es el pensamiento autocontemplativo sin potencial de distraerse de esta eterna autocontemplación, porque el pensamiento es lo mejor (1072b, 1074b 15-1075a).

La vida pertenece también a Dios; porque la actualidad del pensamiento es vida, y Dios es esa realidad; y la actualidad autodependiente de Dios es la vida sumamente buena y eterna. Por eso decimos que Dios es un ser viviente, eterno, sumamente bueno; de modo que la vida y duración pertenecen continua y eternamente a Dios; porque esto es Dios
Metafísica, 1072 b

### Libro XIII (Μ) y Libro XIV (Ν)
Trata de la filosofía de las matemáticas, en particular hace una crítica a las teorías platónicas sobre los objetos matemáticos.

Quienes afirman que las ciencias matemáticas no dicen nada de lo bello o lo bueno están en un error. Porque estas ciencias dicen y prueban mucho sobre ellas; si no los mencionan expresamente, pero prueban atributos que son sus resultados o definiciones, no es cierto que no nos digan nada sobre ellos. Las principales formas de belleza son el orden, la simetría y la definición, que las ciencias matemáticas demuestran en un grado especial.
Metafísica. Libro XIII, 1078a. 33